# Coggia
Coggia (in corso Coghja) è un comune francese di 869 abitanti situato nel dipartimento della Corsica del Sud nella regione della Corsica.

## Società

### Evoluzione demografica
Abitanti censiti